# جانفرانکو برسانی
جانفرانکو برسانی (ایتالیایی: Gianfranco Bersani; ۲ ژانویهٔ ۱۹۱۹ – ۱۹ دسامبر ۱۹۶۵) بازیکن بسکتبال اهل ایتالیا بود. وی در بازی‌های المپیک تابستانی ۱۹۴۸ شرکت کرده‌است.